# HANDS UP (THE MODSのアルバム)
『HANDS UP』（ハンズ・アップ）は、日本のロックバンドであるTHE MODSの5枚目のオリジナル・アルバム。
1983年11月21日にEPIC・ソニーからリリースされ、1995年9月21日にCD選書として、2013年4月10日に『ソニーミュージック日本の名盤復刻シリーズ』の厳選作品として、リマスターを施されたうえでBlu-spec CD2仕様で再リリースされた。また、2014年10月1日には『ソニーミュージック名盤ハイレゾ配信第1弾』としてmoraからハイレゾ配信された。

## 背景
前作『LOOK OUT』から、約1年ぶりとなるメジャー5枚目のアルバムで、マクセル『UD I』CFソングに使用された「激しい雨が」と、TBS系ドラマ『中卒・東大一直線 もう高校はいらない!』の主題歌になった「バラッドをお前に」が収録されている。

## 記録
この作品で自身の売上記録を更新し、ゴールドディスクを獲得した。

## 収録曲
| 全作詞: 森山達也。 |                                |           |                    |      |
| #                  | タイトル                       | 作詞      | 作曲               | 時間 |
| 1.                 | 「KID WAS...」                 | 森山達也  | 森山達也           | 3:29 |
| 2.                 | 「M.E.L.O.D.Y.」               | 森山達也  | 苣木寛之           | 3:52 |
| 3.                 | 「ブルースに溢れて」           | 森山達也  | THE MODS           | 4:24 |
| 4.                 | 「BLACK DICE」                 | 森山達也  | THE MODS           | 4:10 |
| 5.                 | 「無法者の詩」                 | 森山達也  | 森山達也           | 4:41 |
| 6.                 | 「激しい雨が」                 | 森山達也  | THE MODS           | 3:41 |
| 7.                 | 「HONEY BEE」                  | 森山達也  | 森山達也           | 3:14 |
| 8.                 | 「YACKETY YAK」                | 森山達也  | 森山達也・苣木寛之 | 3:08 |
| 9.                 | 「パズル・シティを塗りつぶせ」 | 森山達也  | THE MODS           | 3:27 |
| 10.                | 「バラッドをお前に」           | 森山達也  | 森山達也           | 4:06 |
| 合計時間:          | 合計時間:                      | 合計時間: | 38:12              |      |